# Struer
Struer er en stationsby og købstad i det nordlige Vestjylland med 9.893 indbyggere  (2025), beliggende i Struer Sogn og samtidig hovedby i Struer Kommune, der ligger i Region Midtjylland. Struer lå tidligere i amtet Ringkøbing Amt.
Struer er først og fremmest kendt for at huse elektronik-virksomheden Bang & Olufsen, der er verdenskendt og beskæftiger ca. en femtedel af alle byens indbyggere. Fjordbyen er ligeledes kendt for Struer Museum (digteren Johannes Buchholtz' hus). Den ligger på sydvestsiden af Venø Bugt i Limfjorden og har en lystbådehavn nær bykernen, der især om sommeren er velbesøgt af turister.

## Historie

### Renæssancen
Struer Huse opstod som ladeplads for Holstebro. Allerede i 1600-tallet blev bygningstømmer bragt via Aalborg fra Norge og videresolgt til indbyggerne i Hardsyssel.

### Under enevælden
Ifølge Holstebros byfogeds indberetning fra 1743 blev der fra Struer udført korn og fedevarer, oftest til Aalborg, hvis købmænd som regel ejede de små skuder, denne fragt fandt sted ved hjælp af. Skuderne bragte "norsk fyrretømmer, tjære, stål, hør, hamp, salt med videre" med hjem og solgte det i omegnen. Flere indbyggere i Struer drev egen handel som kommissionærer for købmænd i Aalborg og havde ifølge en landstingsdom fra 1735 handlet på denne måde "længere end nogen mands mindetid". Andre indbyggere holdt kro og drev brændevinshandel.
Struer Huse var ikke noget stort bysamfund: i 1801 var der 53 indbyggere, i 1840 var der 114 indbyggere. Frem til stormfloden i 1825 var Limfjorden lukket mod vest, og Aalborg kontrollerede handelen. Med stormfloden åbnedes en passage til Vesterhavet, som i de følgende år voksede, og i 1831 kunne det første skib sejle igennem "Aggerkanalen". I 1839 fik sejladsen et opsving efter, at endnu en storm havde forbedret besejlingsforholdene. Dermed skete en voldsom stigning i skudehandelen mellem Limfjorden (herunder Struer) og Norge, Sverige, England, Slesvig, Holsten, Nordtyskland og Holland. Allerede i 1840 sejlede 400 skibe gennem kanalen, og i 1855 toppede sejladsen med 1800 skibe.
For Struers vedkommende var det købmand og konsul i Holstebro H.P. Rygaard, som satte gang i sejladsen. Han havde 12 skibe i sejlads, ejede landbrug, to teglværker og tømmerplads. Korn blev sendt til Norge med træ i returlast og til England med kul i returlast; fra Hamborg havde skibene vin og kolonialvarer i returlast. I 1851 var 14 fartøjer med i alt 260 kmcl (kommercelæst, sv.t. 520 nettoregistertons) hjemmehørende i Struer. Samme år anløb 152 skibe fra udenlandske havne Struer, heraf 95 fra Norge, 36 fra England, 13 fra Altona og 34 fra København. Kort efter, omkring 1860, begyndte Aggerkanalen at sande til. Samtidig gravede man "Frederik den VII's kanal" gennem Løgstør Grunde, og dermed forbedrede Aalborgs adgang til den vestlige del af Limfjorden. Følgen var, at den lokale skibsfart atter sygnede hen. I 1860 havde Struer 159 indbyggere.

### Den tidlige industrialisering
Det var først efter anlæggelsen af jernbanen i 1865, at Struer for alvor begyndte at vokse: i 1870 havde byen allerede 592 indbyggere og i 1880 1008 indbyggere.
I 1879 beskrives byen, dengang beliggende i Gjemsing Sogn, således: "Ladepladsen Struer med Havn og flere Handelsetablissementer, adskillige private Skoler, Veirmølle, Jernbanestation, Gjæstgiveri m.m."
Omkring århundredeskiftet beskrives byen således: "Holstebros Ladeplads Struer, ved Struer Bugt, hvis Havn er beskrevet, har Kirke, ny Præstegaard, Borgerskole, privat Realskole (opr. 1882) med Ret til at afholde alm. Forberedelseseksamen, Missionshus, et af Amtskommunen ejet Epidemihus (opf. 1900 paa en af Komm. skænket Grund for c. 30,000 Kr.; med 17 Senge og Desinfektionsanstalt; Bygmester: Jensen, Skive), Apotek, Lægebolig, Dyrlægebolig, Sparekasse for S. og Omegn (opr. 1871; 31/3 1900 var Spar. Tilgodeh. 155,129 Kr., Rentef. 4 pCt., Reservef. 13,089 Kr., Antal af Konti 622), Bank (opr. 1897; Aktiekapit.: 50,000 Kr.; 31/12 1901 var Folio- og Indlaanskontoen 223,426, Vekselkontoen 146,527 Kr.), Gasværk (anl. 1897), elektrisk Lysstation (anl. 1901), Kødkontrolst., Teglværker, Savskæreri, Maskinfabrik, Dampkedelfabr., Cyklefabr., Cementstøberi, Farveri, Tobaksfabr., Ølbryggeri, Mineralvandsfabr., Fiskerøgeri, Fiskeeksportforretninger, Mølle, Fællesmejeri, Bogtrykkeri („S. Avis“ udgives i Holstebro og „S. Dagblad“ i Ringkjøbing), mange Haandværkere og handlende, flere Hoteller og Gæstgiverier, Jærnbane-, Telegraf- og Statstelefonst. samt Toldoppebørselskontrolsted, Postkontor og Dampskibsstation. Byen staar i Dampskibsforb. med Kbh. og Limfjordens Byer."
I 1917 fik Struer købstadsrettigheder.

### Mellemkrigstiden
Gennem mellemkrigstiden var Struers indbyggertal stigende: i 1916 4.166, i 1921 4.715, i 1925 5.059, i 1930 5.463, i 1935 5.726, i 1940 6.294 indbyggere. Samtidig voksede en forstad frem i Gimsing Kommune.
| År                   | 1916  | 1921  | 1925  | 1930  | 1935  | 1940  |
| -------------------- | ----- | ----- | ----- | ----- | ----- | ----- |
| Struer købstad       | 4.166 | 4.715 | 5.059 | 5.463 | 5.726 | 6.294 |
| Gimsing              | -     | -     | -     | -     | -     | 286   |
| Struer med forstæder | 4.166 | 4.715 | 5.059 | 5.463 | 5.726 | 6.580 |

Ved folketællingen i 1930 havde Struer 5.463 indbyggere, heraf ernærede 281 sig ved immateriel virksomhed, 1.983 ved håndværk og industri, 661 ved handel mm, 1.311 ved samfærdsel, 262 ved landbrug, skovbrug og fiskeri, 475 ved husgerning, 473 var ude af erhverv og 17 havde ikke oplyst indkomstkilde.

### Efterkrigstiden
Efter 2. verdenskrig fortsatte Struer sin befolkningsvækst. I 1945 boede der 6.754 indbyggere i købstaden, i 1950 7.492 indbyggere, i 1955 8.029 indbyggere, i 1960 8.335 indbyggere og i 1965 8.984 indbyggere. Samtidig udviklede forstaden, B&O-byen, sig i Gimsing Kommune.
| År                   | 1945  | 1950  | 1955  | 1960  | 1965  |
| -------------------- | ----- | ----- | ----- | ----- | ----- |
| Struer købstad       | 6.754 | 7.492 | 8.029 | 8.335 | 8.984 |
| Gimsing              | 164   | 144   | 523   | 614   | 916   |
| Struer med forstæder | 6.918 | 7.636 | 8.552 | 8.949 | 9.900 |

## Jernbanen
Op til slutningen af 1960'erne fungerede Struer Station som hovedkvarter for de centrale vestjyske forvaltninger i DSB. Der var på den tid op til 150 DSB-ansatte i byen.

## Skoler og virksomheder
Struer har to uddannelsessteder for unge, fire folkeskoler og en friskole.
Struer Statsgymnasium har ca. 730 elever fordelt på ca. 20 klasser.
Gymnasiet udbyder de danske ungdomsuddannelser STX, HF. HG, HHX, HTX, den internationale IB og 10. klasse.
Endvidere har gymnasiet en kostafdeling, der giver eleverne mulighed for at bo på skolen. Dette gør gymnasiet attraktivt for mange udenlandske studerende og er med til at skabe et internationalt miljø.
Struer Friskole har eksisteret siden 1983 og i 1985 flyttede den til den nuværende beliggenhed på Drøwten 8, i den sydlige udkant af Struer.
Struerskolen har tre linjer med fokus på læring og livsstil og henvender sig både til unge og voksne.

## Venskabsbyer
- Forssa
- Sarpsborg
- Spydeberg
- Södertälje